# Mistrzostwa Europy w Short Tracku 2024
27. edycja Mistrzostw Europy w Short Tracku odbyła się w Gdańsku w dniach 12–14 stycznia 2024. Organizatorem zawodów była Międzynarodowa Unia Łyżwiarska (ISU). Zawodnicy i zawodniczki, podobnie jak w poprzedniej edycji rywalizowali w Hali Olivia.

## Klasyfikacja medalowa
*   Gospodarz ( Polska)
| Miejsce | Reprezentacja   | Złoto | Srebro | Brąz | Razem |
| ------- | --------------- | ----- | ------ | ---- | ----- |
| 1       | Holandia        | 4     | 4      | 2    | 10    |
| 2       | Włochy          | 4     | 2      | 0    | 6     |
| 3       | Belgia          | 1     | 1      | 4    | 6     |
| 4       | Polska*         | 0     | 1      | 1    | 2     |
| 5       | Wielka Brytania | 0     | 1      | 0    | 1     |
| 6       | Węgry           | 0     | 0      | 1    | 1     |
| 6       | Francja         | 0     | 0      | 1    | 1     |
| Razem   | Razem           | 9     | 9      | 9    | 27    |

## Medaliści i medalistki

### Mężczyźni
| Konkurencja          | Złoto                                                           | Czas     | Srebro                                                                               | Czas     | Brąz                                                                      | Czas     |
| 500 metrów           | Pietro Sighel                                                   | 41,428   | Teun Boer                                                                            | 41,512   | Stijn Desmet                                                              | 41,623   |
| 1000 metrów          | Pietro Sighel                                                   | 1:26,008 | Niall Treacy                                                                         | 1:26,111 | Stijn Desmet                                                              | 1:26,151 |
| 1500 metrów          | Pietro Sighel                                                   | 2:21,555 | Friso Emons                                                                          | 2:21,583 | Itzhak de Laat                                                            | 2:21,623 |
| Sztafeta 5000 metrów | Holandia Teun Boer · Itzhak de Laat · Friso Emons · Kay Huisman | 7:24,370 | Belgia Stijn Desmet · Adriaan Dewagtere · Ward Pétré · Warre van Damme · Enzo Proost | 7:24,393 | Polska Łukasz Kuczyński · Michał Niewiński · Félix Pigeon · Diané Sellier | 7:30,056 |

### Kobiety
| Konkurencja          | Złoto                                                                             | Czas     | Srebro                                                                                    | Czas     | Brąz                                                                         | Czas     |
| 500 metrów           | Xandra Velzeboer                                                                  | 42,587   | Selma Poutsma                                                                             | 42,734   | Hanne Desmet                                                                 | 42,825   |
| 1000 metrów          | Hanne Desmet                                                                      | 1:33,675 | Selma Poutsma                                                                             | 1:34,293 | Xandra Velzeboer                                                             | 1:34,453 |
| 1500 metrów          | Elisa Confortola                                                                  | 2:45,511 | Gloria Ioriatti                                                                           | 2:45,514 | Rebeka Sziliczei-Német                                                       | 2:46,890 |
| Sztafeta 3000 metrów | Holandia Selma Poutsma · Yara van Kerkhof · Diede van Oorschot · Xandra Velzeboer | 4:14,234 | Włochy Chiara Betti · Elisa Confortola · Gloria Ioriatti · Arianna Sighel · Katia Filippi | 4:14,426 | Francja Bérénice Comby · Gwendoline Daudet · Aurélie Lévêque · Cloé Ollivier | 4:18,934 |

### Konkurencje mieszane
| Konkurencja          | Złoto                                                                                  | Czas     | Srebro | Czas     | Brąz                                                                                  | Czas     |
| Sztafeta 2000 metrów | Holandia Teun Boer · Kay Huisman · Selma Poutsma · Xandra Velzeboer · Yara van Kerkhof | 2:41,376 | Polska Nikola Mazur · Michał Niewiński · Diané Sellier · Kamila Stormowska · Łukasz Kuczyński · Gabriela Topolska | 2:41,385 | Belgia Tineke den Dulk · Hanne Desmet · Stijn Desmet · Adriaan Dewagtere · Ward Pétré | 2:41,474 |

## Wyniki reprezentantów Polski
Mężczyźni
| Zawodnik | 500 | 1000  | 1500  | RL | MR  |
| Polska | —   | —     | —     | 3  | 2   |
| Łukasz Kuczyński | 21  | 21    | –     | +  | (+) |
| Michał Niewiński | 5   | 10PEN | 8     | +  | +   |
| Félix Pigeon | –   | –     | –     | +  | –   |
| Diané Sellier | 4   | 7     | 6     | +  | +   |
| Neithan Thomas | –   | –     | 41PEN | –  | –   |
| 1. 2. 3. Finał A Finał B Półfinał Ćwierćfinał Repasaż półfinałowy Repasaż ćwierćfinałowy Eliminacje RL – Sztafeta MR – Sztafeta mieszana · DNF – Zawodnik nie ukończył biegu DNS – Zawodnik nie pojawił się na starcie biegu PEN – Zawodnik otrzymał karę – Zawodnik otrzymał żółtą kartkę |     |       |       |    |     |

Kobiety
| Zawodniczka | 500 | 1000 | 1500  | RL | MR  |
| Polska | —   | —    | —     | 4  | 2   |
| Anna Falkowska | –   | –    | 30PEN | +  | –   |
| Nikola Mazur | 5   | 17   | –     | +  | +   |
| Kamila Stormowska | 4   | 4    | 18    | +  | +   |
| Gabriela Topolska | 13  | 7    | 10    | +  | (+) |
| 1. 2. 3. Finał A Finał B Półfinał Ćwierćfinał Repasaż półfinałowy Repasaż ćwierćfinałowy Eliminacje RL – Sztafeta MR – Sztafeta mieszana · DNF – Zawodniczka nie ukończyła biegu DNS – Zawodniczka nie pojawiła się na starcie biegu PEN – Zawodniczka otrzymała karę – Zawodniczka otrzymała żółtą kartkę |     |      |       |    |     |